# Музей-квартира Героя Советского Союза З. М. Туснолобовой-Марченко
Музей-квартира Героя Советского Союза З. М. Туснолобовой-Марченко (бел. Музей-кватэра Героя Савецкага Саюза З. М. Тусналобавай-Марчанка) посвящён почётной гражданке Полоцка, Герою Советского Союза, медицинской сестре, спасшей в годы Великой Отечественной войны многие жизни — Зинаиде Михайловне Туснолобовой-Марченко.

## История
Музей-квартира З. М. Туснолобовой-Марченко был открыт в 1987 году. Экспозиция музея расположена в комнате жилого дома, где прошли последние годы жизни З. М. Туснолобовой-Марченко.

## Концепция
Музей рассказывает о детстве и юности З. М. Туснолобовой-Марченко, её участии в Великой Отечественной войне.

## Экспозиция
Экспозиция музея насчитывает 165 экспонатов. Экспозиционная площадь — 15 кв.м. Экспонаты музея включают документы, фотографии, личные вещи и награды З. М. Туснолобовой-Марченко. Наибольший интерес представляет платиновая медаль Флоренс Найтингейл, присуждаемая Международным Красным Крестом. З. М. Туснолобова-Марченко — третья советская женщина, награждённая этой медалью.